# Pylaisia
Pylaisia là một chi rêu trong họ Hypnaceae.